# Prosopofrontina frontosa
Prosopofrontina frontosa är en tvåvingeart som först beskrevs av Villeneuve 1950.  Prosopofrontina frontosa ingår i släktet Prosopofrontina och familjen parasitflugor.
Artens utbredningsområde är Kenya. Inga underarter finns listade i Catalogue of Life.